# Trzęsienie ziemi w Chamoli (1999)
Trzęsienie ziemi w Chamoli w 1999 roku – trzęsienie ziemi o magnitudzie 6,8 stopnia w skali Richtera, które nawiedziło Dystrykt Chamoli w Indiach, 29 marca 1999 roku o godzinie 0:35 czasu miejscowego. W wyniku wstrząsów, śmierć poniosły 103 osoby, a setki osób zostały ranne.
Trzęsienie spowodowało znaczne zniszczenia w dystrykcie Chamoli. W najbliższej okolicy zostało uszkodzonych lub zniszczonych 50 tysięcy budynków, a wstrząsy dotknęły około dwa tysiące okolicznych miejscowości. Najbardziej dotknięte kataklizmem regiony, zostały pozbawione dostępu wody pitnej oraz elektryczności. Trzęsienie spowodowało osunięcia ziemi, co znacznie utrudniło akcję ratowniczą.